# 阿茹里卡巴
阿茹里卡巴是巴西南大河州的一个市镇。总面积323.239平方公里，总人口7261人，人口密度22.5人/平方公里。